# Academia Mexicana de Ilustración Científica
La Academia Mexicana de la Ilustración Científica es una asociación mexicana cuyo objetivo es promover e impulsar el desarrollo de la ilustración científica en todos sus aspectos.

## Historia
Por iniciativa de la maestra Elvia Esparza, ilustradora científica mexicana se convocó, en agosto de 1990 en la Facultad de Ciencias de la Universidad Nacional Autónoma de México a un grupo de personas interesadas en esta disciplina, a constituir una agrupación de ilustradores científicos. Se reunieron artistas de esta especialidad, investigadores (en su mayoría biólogos) y personas de diversas formaciones artísticas. Después de varias asambleas y trámites, el 21 de enero de 1992 se constituyó legalmente este grupo con la denominación social de Academia Mexicana de Ilustración Científica, A.C.(1)
Fueron designados como integrantes de la primera mesa directiva Elvia Esparza Alvarado como presidente, el biólogo Albino Luna como secretario, y Aldi de Oyarzábal Salcedo como tesorero, desempeñando sus funciones desde la fundación de esta agrupación y hasta 1994. A partir de ese año diversas persona ocuparon los cargos directivos en la asociación.
Durante su primer periodo activo, la AMIC logró realizar diversas exposiciones y realizar por primera vez en México un simposio internacional de ilustradores científicos (1995, Instituto de Investigaciones Antropológicas, UNAM.)
Hasta antes de su disolución el cargo de presidente lo ocupó el ilustrador y bibliotecólogo Aarón Estrada Dávila y con el apoyo de Rolando Mendoza biólogo de la Facultad de Ciencias de la UNAM, quién también formó parte del grupo fundador y ha laborado como ilustrador en el Instituto de Biología de esta importante universidad.
Se considera que la última actividad que la Academia Mexicana de Ilustración Científica tuvo formalmente como grupo fue en diciembre del año 2008 con la exposición "Fauna endémica y nativa del Golfo de California y sus islas" realizada en la Escuela Nacional de Artes Gráficas en la Ciudad de México.
Los esfuerzos por mantener vigente la práctica de esta especialidad de la ciencia y el arte se han logrado con la conformación de una nueva agrupación de interesados en la misma llamada "Colectivo de Ilustradores de la Ciencia y la Naturaleza" (2014), la cual se encuentra asentada en la Ciudad de México dirigida por Aarón Estrada como presidente y como secretaria la bióloga Judith M. Pacio de la Benemérita Universidad Autónoma de Puebla.
Referencias:
1 López, Matilde (17 de junio de 1996). «La ilustración científica, registro gráfico fidedigno del proceso de investigación». Gaceta UNAM (3023): 16. 
- Datos: Q5655677